# 钩豆小煤炱
钩豆小煤炱（学名：Meliola teramni）是属于小煤炱目小煤炱科小煤炱属的一种真菌，寄生在蝶形花科植物上。该种分布于中国、马来西亚、乌干达、多米尼加、加纳、刚果、波多黎各、菲律宾、塞拉利昂等地。